# Flying
Pistes de Magical Mystery Tour
The Fool on the Hill
(2) Blue Jay Way
(4)
Flying est une pièce instrumentale des Beatles qui paraît pour la première fois sur l'album de 1967 Magical Mystery Tour. C'est une des très rares chansons écrites par les quatre Beatles, John Lennon, Paul McCartney, George Harrison et Ringo Starr. Elle est issue de nombreux bœufs dans l'optique de composer la bande originale de leur film à venir, et composée de façon progressive et anarchique.
L'enregistrement est réparti sur deux séances durant le mois de septembre 1967, durant lesquelles les quatre Beatles jouent de divers instruments, ajoutent des boucles sonores et des chœurs. Le résultat forme le seul instrumental publié sur un album des Beatles. Le morceau a fait l'objet de quelques reprises.

## Historique

### Enregistrement

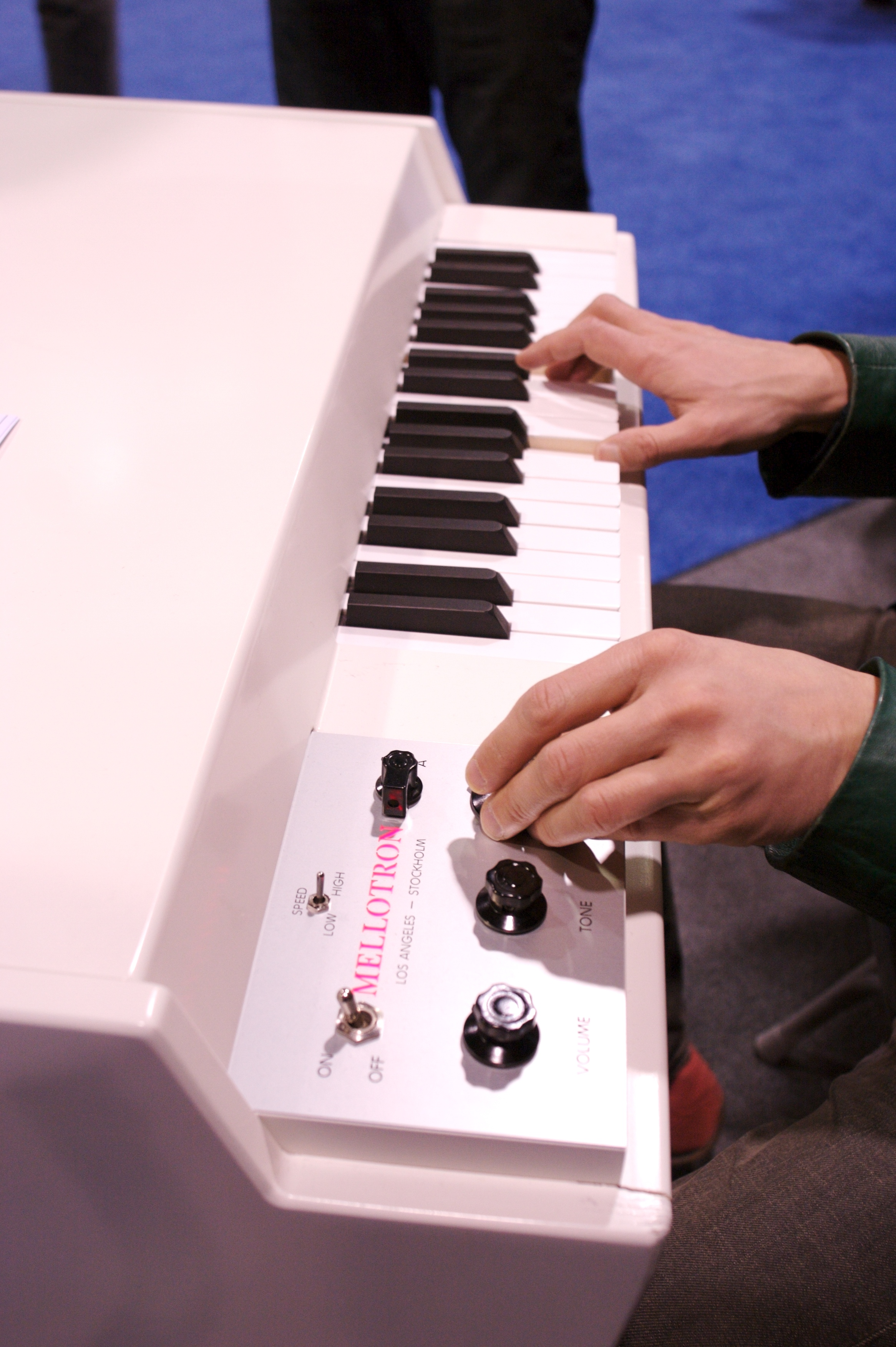
John Lennon utilise un mellotron sur Flying

Après le grand succès de Sgt. Pepper's Lonely Hearts Club Band, les Beatles se retrouvent dans une situation compliquée. Leur manager, Brian Epstein, est mort à la fin du mois d'août, et les quatre musiciens sont déboussolés. Ils se recentrent donc sur leur projet de film Magical Mystery Tour. Les sessions s'embrouillent, les Beatles jouent ce qui leur passe par la tête dans de chaotiques bœufs qui durent une grande partie de la nuit. Un soir, un de ces bœufs s'étale durant sept heures, et porte en lui les germes de l'instrumental Flying. L'ingénieur du son Geoff Emerick en dresse un constat clair : « ce fut ma première séance des Beatles au cours de laquelle il ne se créa absolument rien ».
La première véritable séance de travail sur Flying débute le 8 septembre 1967. La séance, qui s'étend de 19 heures à deux heures du matin, est exclusivement consacrée à l'instrumental, alors nommé Aerial Tour Instrumental. Les premières prises se révèlent fort différentes du résultat final, avec notamment la présence d'un saxophone aux sonorités de jazz. Au bout de quelques prises, le groupe a l'idée d'enregistrer plusieurs orgues. En fin de soirée, John Lennon ajoute quelques sons de mellotron. Les quatre Beatles ajoutent ensuite leur voix, comme le détaille Geoff Emerick : « C'est la voix de Ringo qui domine le passage scandé, et c'était voulu par Paul qui désirait une texture vocale n'évoquant pas trop les Beatles. La guitare de George Harrison a elle aussi une sonorité différente parce que j'employais une boîte de direct au lieu de placer un micro devant son ampli. Il en résulta une couleur sonore moelleuse qui collait parfaitement avec son jeu tout en nuances ».
Le 28 septembre, le groupe revient en studio pour de nouvelles prises complémentaires. Lennon ajoute à nouveau du mellotron, Ringo Starr des percussions, George Harrison de la guitare, puis quelques boucles sonores sont préparées pour être ajoutées sur l'ensemble. La première fin choisie pour le morceau était une conclusion en forme de jazz, qui est remplacée par une conclusion plus psychédélique et adaptée au film. Concernant l'auteur de la chanson, Paul McCartney explique : « J'ai écrit la mélodie, pour le reste c'est juste un fond façon 12 mesures. C'est joué au mellotron, en mode trombone. Elle est créditée aux quatre Beatles, ce qui est une façon de créditer une non-chanson. »

### Parution et réception
Flying est publiée le 27 novembre 1967 aux États-Unis, sur Magical Mystery Tour édité au format album, comprenant également les chansons parues en single durant l'année et, en Angleterre, le 8 décembre 1967, sur le double EP. Depuis 1976, c'est sous la forme d'album qu'il sera vendu dans le monde. Quel que soit le format, le disque se vend rapidement à grande échelle. 
Il s'agit du seul instrumental publié par les Beatles, bien qu'ils en aient enregistré d'autres (12-Bar Original, Cry for a Shadow). Fin décembre 1967, le public britannique découvre sur ses écrans de télévision le film Magical Mystery Tour qui connaît un échec critique. Flying y est jouée pendant une séquence montrant des nuages colorés de façon psychédélique, à l'origine tournées pour le film de Stanley Kubrick, 2001, l'Odyssée de l'espace mais le téléfilm est présenté en noir et blanc à la BBC One.
En dépit de son caractère particulier, Flying a fait l'objet de quelques reprises. En 1977, le groupe The Residents reprend l'instrumental sur son single The Beatles Play the Residents and the Residents Play the Beatles.

## Fiche technique

### Interprètes
- John Lennon : mellotron, orgue Hammond, effets sonores, voix
- Paul McCartney : basse, guitare, voix
- George Harrison : guitare, voix
- Ringo Starr : batterie, maracas, effets sonores, voix

### Équipe de production
- George Martin : producteur
- Geoff Emerick : ingénieur du son
- Richard Lush : ingénieur du son
- Ken Scott : ingénieur du son
- Graham Kirkby : ingénieur du son